# Hemsjö (Västergötland)
Hemsjö is een plaats in de gemeente Alingsås in het landschap Västergötland en de provincie Västra Götalands län in Zweden. De plaats is opgedeeld in drie småorter: Hemsjö, Hemsjö (noordelijk deel) (Zweeds: Hemsjö (norra delen)) en Hemsjö (oostelijk deel) (Zweeds: Hemsjö (östra delen)).
- Hemsjö heeft 103 inwoners (2005) en een oppervlakte van 34 hectare.
- Hemsjö (noordelijk deel) heeft 63 inwoners (2005) en een oppervlakte van 8 hectare.
- Hemsjö (oostelijk deel) heeft 54 inwoners (2005) en een oppervlakte van 16 hectare.

De småorter: Hemsjö (noordelijk deel) en Hemsjö (oostelijk deel) liggen niet direct aan het eigenlijke Hemsjö vast, maar liggen iets ten noorden en ten oosten van dit dorp. Om die reden vormen zij een apart småort.
Hemsjö wordt omringd door zowel landbouwgrond als bos en langs de plaats loopt de Europese weg 20. In de plaats staat ook een kerk, deze kerk stamt uit 1856 en is de hoofdkerk van een parochie waarvan o.a. Ingared en Västra Bodarna deel uitmaken.